# Stromeyerit
Stromeyerit (Cypargyrit, Kupfersilberglanz) ist ein selten vorkommendes Mineral aus der Mineralklasse der Sulfide und Sulfosalze. Es kristallisiert im orthorhombischen Kristallsystem mit der chemischen Formel AgCuS und bildet meist derbe, eingesprengte, massive Aggregate von stahlgrauer Farbe, die blau anlaufen. Selten findet man auch prismatische Kristalle bis zu 5 mm Größe. Neben Kupfer und Silber kann es auch Spuren von Eisen enthalten.

## Etymologie und Geschichte
Das Mineral wurde erstmals 1832 von François Sulpice Beudant in der Typlokalität Vrančice im Okres Příbram (Tschechien) entdeckt. Die erste chemische Untersuchung erfolgte durch den Göttinger Chemieprofessor Friedrich Stromeyer, nach dem das Mineral auch benannt ist.

## Klassifikation
In der Systematik nach Strunz wird Stromeyerit bei den Sulfiden und Sulfosalzen klassifiziert. Er wird zu den Metallsulfiden mit einem Verhältnis von Metall zu Schwefel von > 1 : 1 gezählt. In der 8. Auflage bildete er mit Brodtkorbit, Eukairit, Henryit, Imiterit, Jalpait, Selenojalpait und Mckinstryit eine Gruppe. In der 9. Auflage werden die Sulfide zusätzlich nach Kationen unterteilt, dort ist Stromeyerit zusammen mit Mckinstryit in einer Gruppe der Sulfide mit Kupfer (Cu), Silber (Ag) oder Gold (Au) zu finden.
In der Systematik der Minerale nach Dana bildet Stromeyerit mit Eukairit eine Untergruppe der Sulfide – einschließlich Seleniden und Telluriden – mit der Zusammensetzung Am Bn Xp, mit (m+n):p=2:1.

## Kristallstruktur
Stromeyerit kristallisiert orthorhombisch in der Raumgruppe Cmc21 (Raumgruppen-Nr. 36) mit den Gitterparametern a = 4,06 Å, b = 6,62 Å und c = 7,97 Å sowie 4 Formeleinheiten pro Elementarzelle.

## Bildung und Fundorte

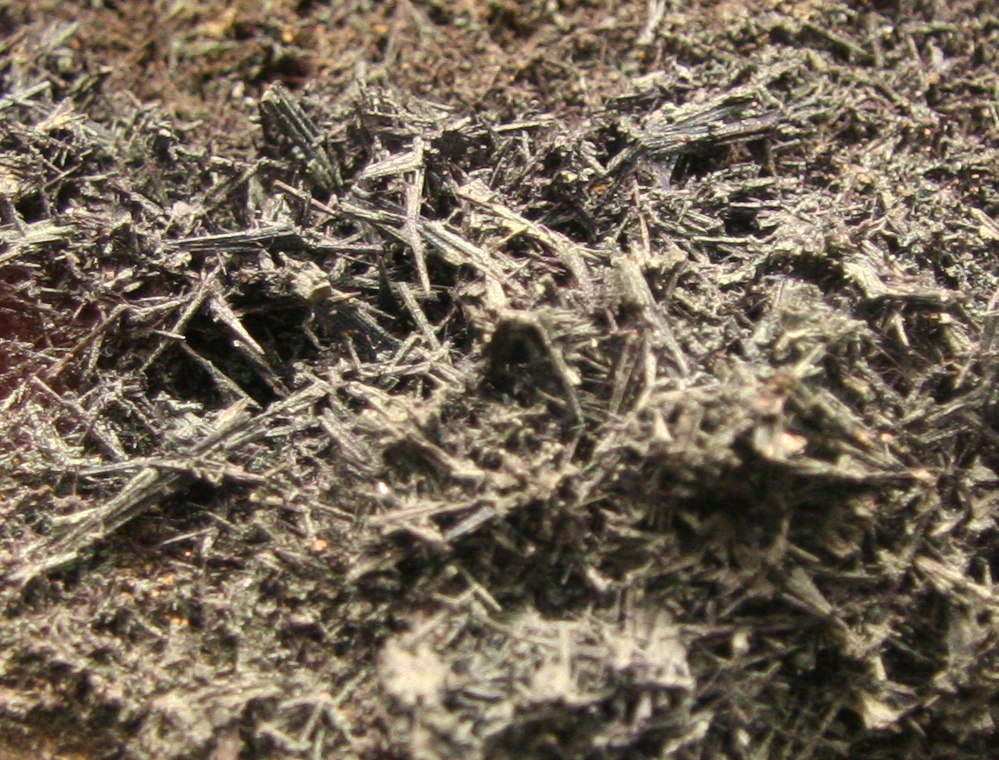
Nahaufnahme von nadeligen Stromeyeritkristallen aus Kasachstan, ausgestellt in der terra mineralia, Freiberg

Stromeyerit bildet sich meist als Sekundärmineral unter hydrothermalen Bedingungen. Auch eine Bildung als Primärmineral ist möglich. Das Mineral ist mit Freibergit, Bornit, Chalkopyrit, Galenit und anderen sulfidischen Mineralen vergesellschaftet.
Weltweit konnte Stromeyerit bisher an rund 300 Fundorten nachgewiesen werden (Stand: 2010). Neben seiner Typlokalität Vrančice, genauer in der dortigen Grube „Alexander“, trat das Mineral in Tschechien noch bei Radětice im Okres Příbram, Jáchymov und in der Uranlagerstätte der Region Reichenberg (Liberecký kraj) zutage. Die größten Vorkommen liegen allerdings in den Vereinigten Staaten, vor allem in Arizona, Colorado und Montana.
Bekannte Fundorte in Deutschland sind bisher Hausach-Hechtsberg und die Grube Clara in Baden-Württemberg, Waidhaus-Hagendorf in Bayern, die Grube Victoria im Siegerland (NRW), das Mansfelder Becken in Sachsen-Anhalt sowie Berggießhübel und Freiberg im sächsischen Erzgebirge.
In der Schweiz wurde Stromeyerit bei einer von der NAGRA durchgeführten Bohrung nahe Kaisten im Kanton Aargau, auf der Mürtschenalp im Kanton Glarus, im Bündner Val Curnera sowie in der Grube „Les Moulins“ bei Saint-Luc im Kanton Wallis gefunden.
Der bisher einzige bekannte Fundort in Österreich ist der Erasmus-Stollen bei Schwarzleo (Leogang) im Bundesland Salzburg. Weitere Fundorte liegen unter anderem in Argentinien, Australien, Bolivien, Chile, China, Frankreich, Kanada, Kasachstan, Mexiko, Norwegen, Polen und Russland.

## Verwendung
Stromeyerit ist ein Rohstoff zur Gewinnung von elementarem Kupfer und Silber.